# Çivril
Çivril là một huyện thuộc tỉnh Denizli, Thổ Nhĩ Kỳ. Huyện có diện tích 1478 km² và dân số thời điểm năm 2007 là 61301 người, mật độ 41 người/km².